# EEP
Het European Endangered Species Programme (EEP's) is een reeks fokprogramma's voor bedreigde diersoorten, toegepast in Europese dierentuinen die zijn aangesloten bij de EAZA.
Het initiatief tot het European Endangered Species Programme is genomen in 1985, toen verschillende Europese dierentuinen startten met het opzetten van fokprogramma's voor bedreigde diersoorten.
De fokprogramma's van het European Endangered Species Programme zijn opgezet om dierentuinen te kunnen voorzien van voldoende dieren, zodat dierentuinen voor hun exploitatie en populatiebeheer geen dieren meer uit het wild hoeven te halen. Daarbij gaat het met name om bedreigde diersoorten.
Het overgrote deel van de zoogdieren is thans in de dierentuin geboren. Naast het tonen van dieren in een dierentuin, is een van de doelen van sommige EEP's ook het terugplaatsen van bedreigde diersoorten in hun natuurlijke leefgebied (verwilderingsprojecten). In de praktijk is dat voor veel soorten vaak moeilijk te realiseren, omdat ze in hun oorspronkelijke leefgebieden te maken hebben met bedreigingen.
Przewalskipaarden, die rond 1960 in het wild uitstierven, leven nu weer in behoorlijke aantallen in hun oorspronkelijke leefgebied, door het uitzetten van in dierentuinen en reservaten gefokte exemplaren. In 2011 beschouwde het IUCN het przewalskipaard daardoor niet langer als uitgestorven, maar als bedreigd.
Het internationale logo voor het European Endangered Species Programme is een zwarte neushoorn met kalf.